# El Piélago
El Piélago es un paraje de 6 ha, declarado monumento natural por la Junta de Andalucía (1 de octubre de 2003) y que se sitúa a caballo entre los municipios de Vilches y Linares.

## Descripción

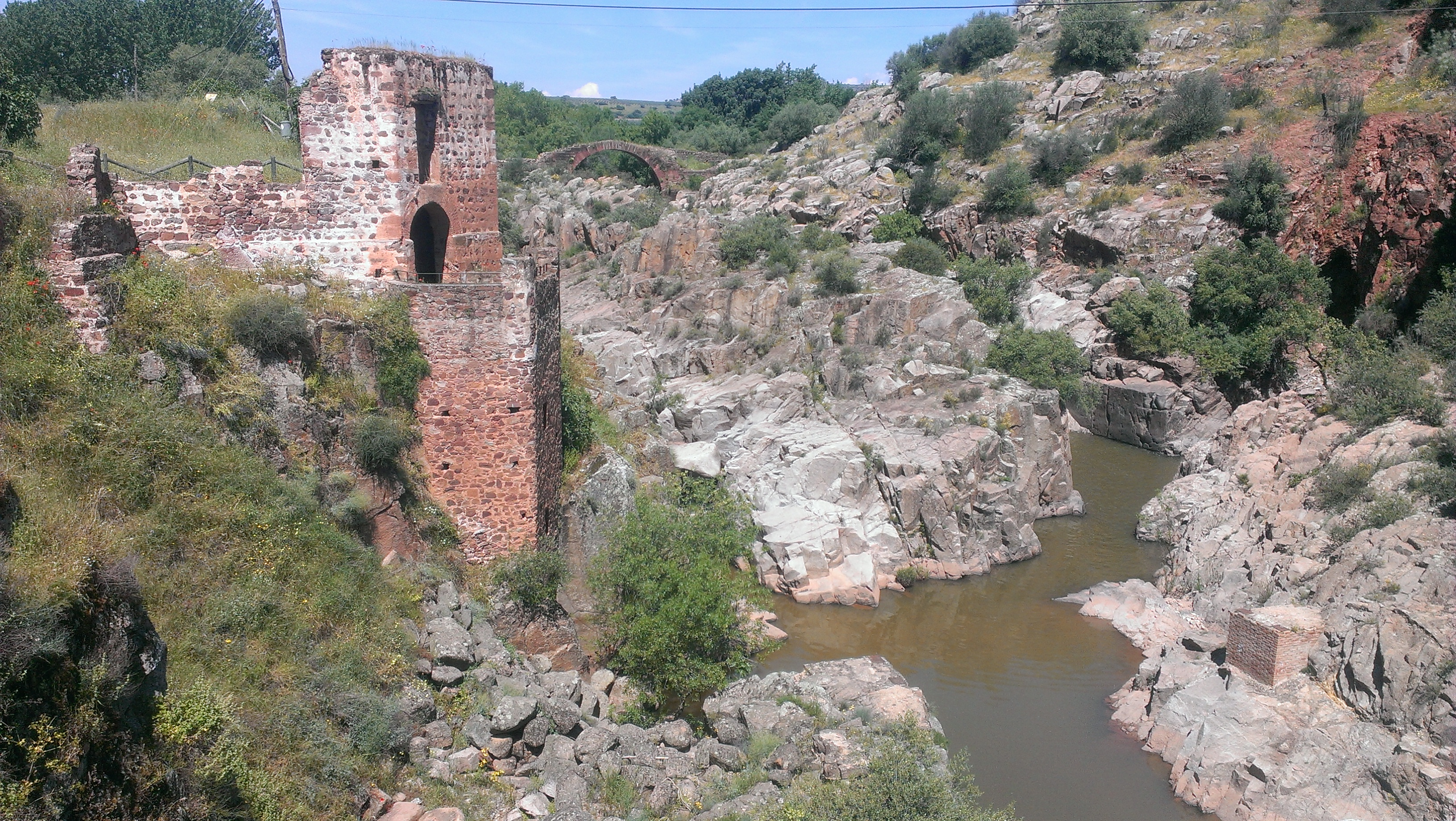
El Piélago, espacio natural en los términos municipales de Linares y Vilches.

Se trata de un paisaje de rocas graníticas, por el que se despeña el río Guarrizas, en dos espectaculares cascadas, salvando de esta forma la llamada falla o escalón de Linares. Está rodeado de un bosque de acebuches, con presencia de fresnos, y posee una interesante fauna aviar: milano negro, lavandera cascadueña, garza real, ánade real, etc.
En su ámbito, se incluye el puente de Vadollano, puente romano del siglo III a. C., que está declarado Bien de Interés Cultural. Se accede desde la carretera A-312 desde Linares a Arquillos, a la altura del kilómetro 9.